# Mačva
Mačva je naziv područja između Drine i Save u sjeverozapadnom dijelu središnje Srbije. Gospodarsko, kulturno i trgovačko središte Mačve je Šabac.
Također, naziv Mačva se ponekad povijesno odnosi na Mačvansku banovinu, teritorijalnu jedinicu koju je sredinom 13. stoljeća osnovao kralj Bela IV. radi obrane državne granice; postojala je do 1476.

## Povijest
Područje je dobilo ime po gradu Mačvi, koji je postojao u Srednjem vijeku na obalama rijeke Save. U prošlosti je nazivan i "Donji Srijem", za razliku od područja na sjevernoj obali, koji je nazivan "Gornji Srijem".
Mačva je bila naseljena još od kamenog doba. U 1. stoljeću pr. Kr., nastanjena je Rimljanima. Tijekom njihove vladavine, bila je dio provincija Mezije i Panonije.
Mačva je bila pod vlašću Rimljana do 5. stoljeća. 
U 6. stoljeću naseljavaju se Slaveni. 
U 9. i 10. stoljeću, južni dio je u sastavu Srbije. 
U 11. stoljeću, Mačva i Srijem su dio bizantske pokrajine Tema Sirmium. 
U 13. stoljeću, sjeverni dijelovi Mačve su bili uključeni u Kraljevinu Mađarsku i od regije je formirana Mačvanska banovina 1247. godine, koja je dobila ime po gradu Mačva, naselju čija lokacija još nije utvrđena, ali se smatra da je postojao nekoliko kilometara nizvodno od današnjeg Šapca. Pod mađarskom vlašću, Mačvom je vladalo nekoliko moćnih banova. Mađarski kralj Bela IV je vlast nad Mačvom dao izbjeglom ruskom knezu Rastislavu Mstislaviću, a nakon njega je Mačvom vladao i Bela Mačvanski, unuk Bele IV. 
U 14. stoljeću, banovi Gorjanski (Pavao Gorjanski, Nikola I Gorjanski i njegov sin Nikola II Gorjanski), koji su bili pod suverenitetom Mađarske, proširili su svoju vlast, ne samo u Bosni nego i u Srijemu, a Nikola II je postao ban Slavonije i Hrvatske. Mačva je bila dio Srpskog Carstva, a 1381. postala je dijelom Moravske Srbije.
U predturskim vremenima u bilo je nekoliko franjevačkih samostana na ovom području, u mjestu Mačvi ("Kampania ili Mačva").
U 15. stoljeću, Mačva je dio srpske despotovine. Od 1459. godine dio je Osmanlijskog Carstva. Bila je pod turskom vlašću sve do 1718., kada su je zauzeli Habsburzi. Između 1718. i 1739., Mačva je bila dio Kraljevine Srbije pod habzburškom upravom, a od 1739. opet je zauzimaju Turci. Tada je bila dio Smederevskog sandžaka. Godine 1788., „Mačvanska knežina“ je imala 25 sela s 845 kuća. Ime lokalnog guvernera („oberknez“) je bilo Uroš Drmanović. Između 1804. i 1815., Mačva je postala dio Srbije, a od 1817. dio autonomne Kneževine Srbije.
Od 1918. godine je dio Kraljevine Srba, Hrvata i Slovenaca. U sastavu Srbije bila je dio svih južnoslovenskih zajednica, te naposljetku i današnje Srbije.